# Enzo Di Martino
Enzo Di Martino (Poggiofiorito, 12 dicembre 1938 – Venezia, 8 aprile 2023) è stato un giornalista e critico d'arte italiano.

## Biografia
Dal 1969 al 1980 è stato critico d'arte del quotidiano Avanti e dal 1983 al 1991 del mensile Marco Polo di Venezia (Marsilio Editori). Dal 1980 è critico d'arte de Il Gazzettino di Venezia collaborando anche saltuariamente con la Rai, e le riviste Art Magazine – Parigi; Week End, Arte e AD – Milano; Art Vision –Tokyo etc. Ha curato mostre monografiche di Morandi, Depero, De Pisis, Guidi, Saetti, Santomaso, Vedova, Pizzinato, Turcato, Bortoluzzi, Licata, Crippa, Reggiani, Spacal, Zigaina, Velickovic, Ruggero Savinio, Frohner, Zotti, Basaglia, Paladino, Sassu, Gianquinto, Marino Marini, Lupertz, Rainer, Joe Tilson, Jim Dine, Sandro Chia etc. 

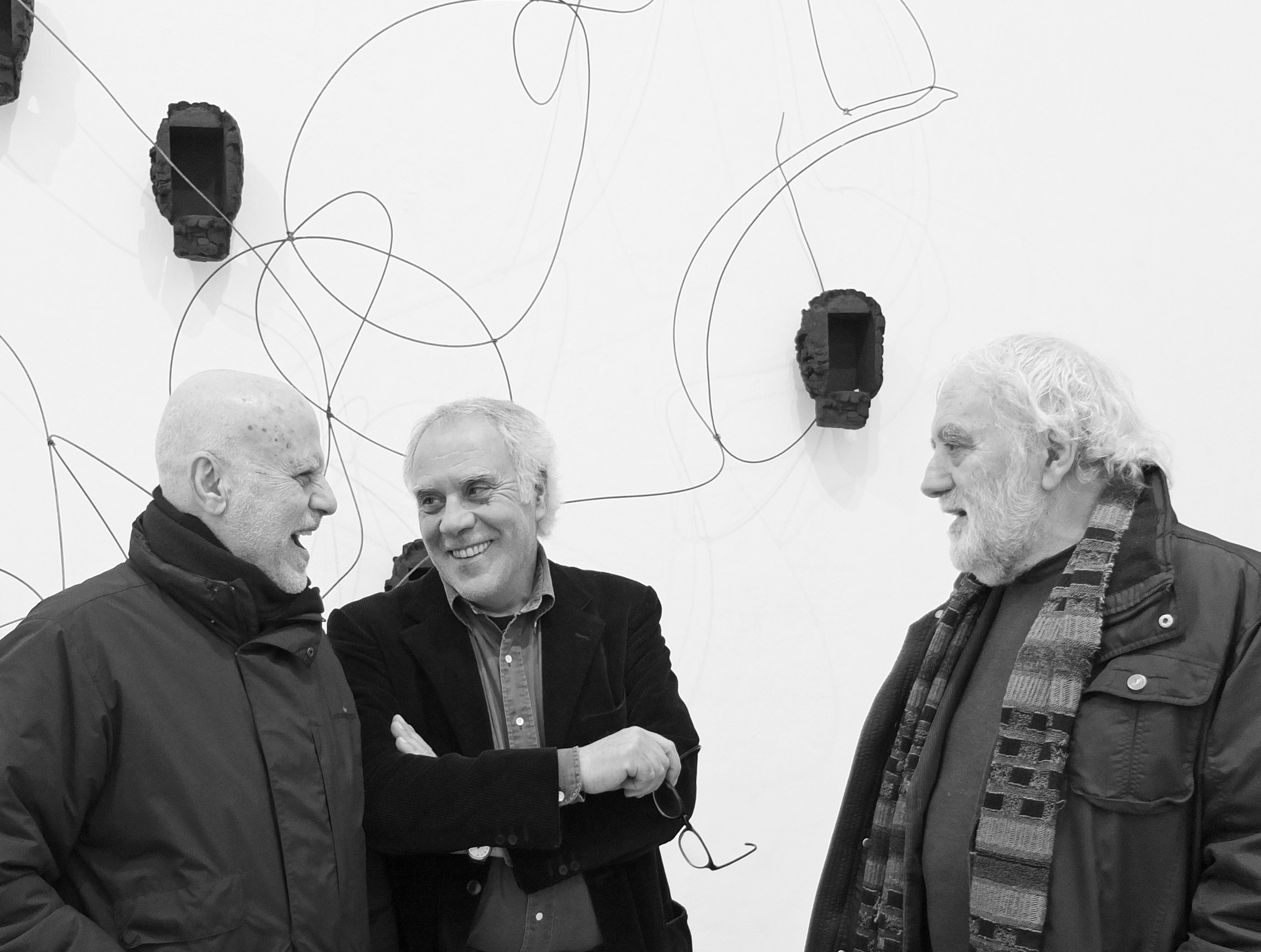
Enzo Di Martino con Ferdinando Scianna e Mimmo Paladino

Esperto di grafica d'arte ha curato (in collaborazione con lo Sprengel Museum di Hannover) mostre antologiche delle incisioni di Dürer, Rembrandt, Piranesi, Goya, Picasso, Nolde, Kirchner, Chagall, Toulouse-Lautrec, Mirò, Max Klinger etc. Nel 1978 ha riscoperto l'atto di battesimo di Giovanbattista Piranesi a Venezia, un documento già citato nel 1912 da Henry Focillon, e nel 1979 ha prodotto con il regista Guido Vianello un documentario a lui dedicato. Nel 1988 ha curato, in collaborazione con la Calcografia Nazionale, la mostra “Piranesi a Pirano".
Tra i volumi pubblicati: Storia della Biennale (Electa 1982), Mauro Reggiani, l'opera grafica (Cig 1984), L'Opera Bevilacqua La Masa 1908-1983 (Marsilio 1984), Il Fronte Nuovo delle Arti (Fabbri 1988), Picasso il segno, il disegno (Fabbri 1990), Flyng the Flag for Art (con Philip Rylands) (W&W 1993), La Biennale di Venezia 1895-2003 (G.Mondadori 1995) etc.
Nel 1991 è il curatore della "Dichiarazione di Venezia" ( Fabbri Editori - 1994 ), che nasce in seguito al " Convegno Internazionale sulla grafica d'arte che si è tenuto nei giorni 25 e 26 ottobre 1991 presso l'Archivio Storico delle Arti Contemporanee de La Biennale di Venezia", dichiarazione firmata da Enzo Di Martino, René Berger, Maurizio Calvesi, Jean Clair, Miguel Rodriquez Acosta, Zoran Krzisnik. Questa Dichiarazione dopo decenni di polemiche e dibattiti apre una nuova era per la "grafica originale d'arte" e per tutti i multipli, un lavoro concepito da Enzo Di Martino già nel 1981 con lo storico dell'arte Giulio Carlo Argan.
Nel 2001 ha curato il Catalogo generale dell'opera grafica (1974-2001) di Mimmo Paladino (Art of this Century Parigi-New York) in cinque edizioni (italiano, francese, inglese, spagnolo, tedesco, giapponese), nel 2005 ha curato una mostra delle sculture dello stesso artista allestita al Museo d'Arte Moderna di Ca' Pesaro a Venezia, e nel 2010 ha curato per Skira il volume Paladino la scultura 1980-2008. 
Ha tenuto lezioni e seminari nella Scuola Internazionale di Grafica di Venezia, nei corsi estivi della New York University a Venezia, la Ponrtificia Università Cattolica e la Escuela del Parque Lage a Rio de Janeiro, il Pratt Institute di New York, l'Università Penteado e la Facultade Santa Marcelina di San Paolo del Brasile.

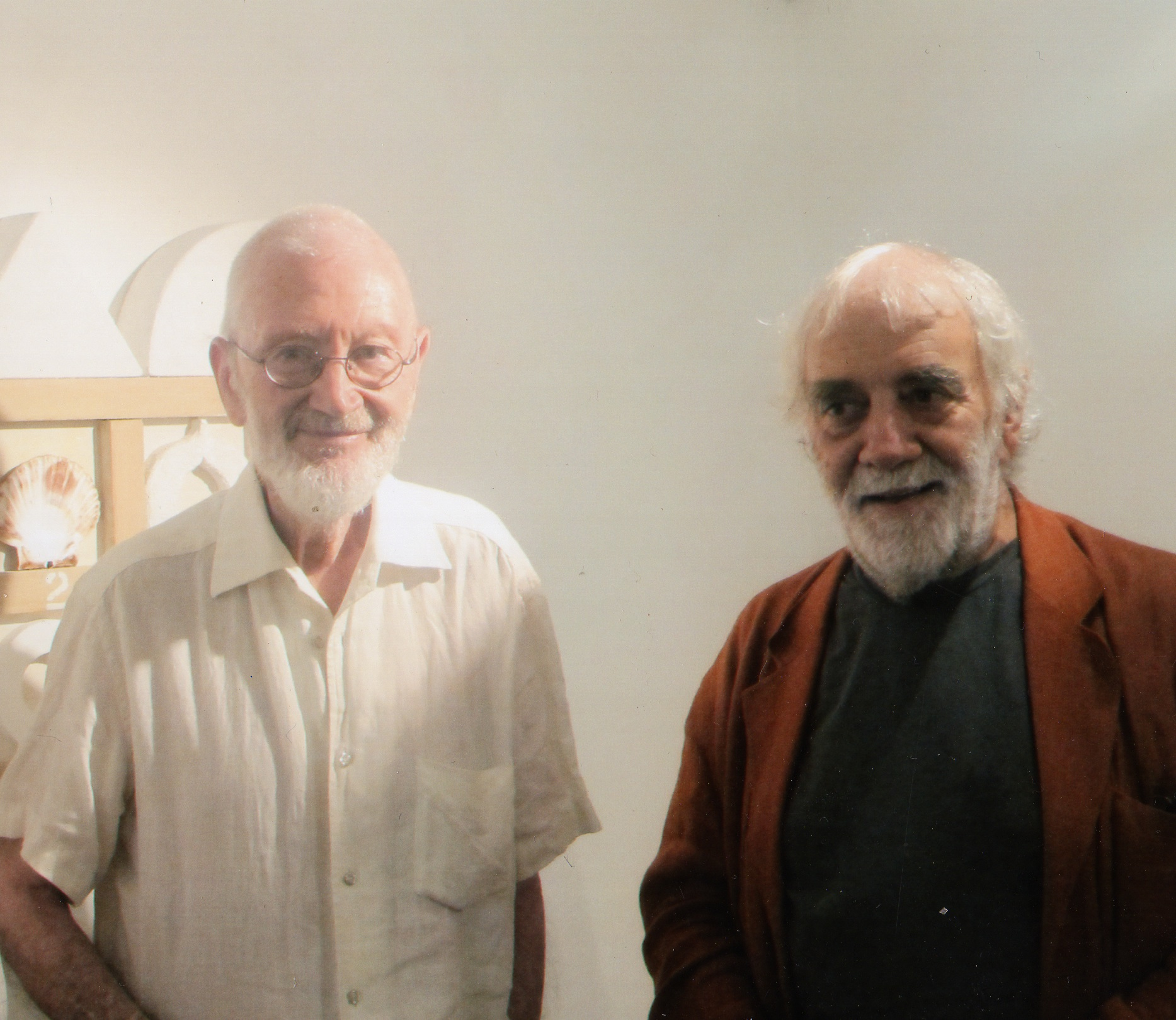
Enzo Di Martino e Joe Tilson nello studio di Venezia dell'artista

Nel 2005 ha pubblicato The History of the Venice Biennale 1895-2005, con prefazione del Presidente Davide Croff. Nel 2009 ha pubblicato il volume Tilson the Printed Works 1963-2009 per Eitalia Roma e le edizioni della Royal Academy di Londra e lo stesso anno BloBiennale con presentazione di Sebastiano Grasso, ripubblicato nel 2013 in edizione e-book dal quotidiano di Venezia Il Gazzettino. 
Lo stesso anno ha pubblicato in edizione aggiornata La Storia della Biennale di Venezia 1895-2013 con la prefazione del Presidente Paolo Baratta.
Negli anni più recenti ha fatto alcune donazioni di particolare significato. Ha iniziato nel 2013 con la donazione di 30 importanti opere grafiche al Museo di Palazzo dei Pio di Carpi, mentre nel 2016 gli è stata dedicata una sala a Palazzo Farnese di Ortona per ospitare la sua donazione di 20 opere grafiche di artisti italiani e stranieri e 150 libri d'arte. Nel 2017 ha donato 600 libri d'arte alla Pinacoteca Giaquinto di Bari e lo stesso anno è avvenuta la donazione, documentata da un volume Marsilio, di 100 disegni storici di Virgilio Guidi alla Fondazione Giorgio Cini di Venezia.

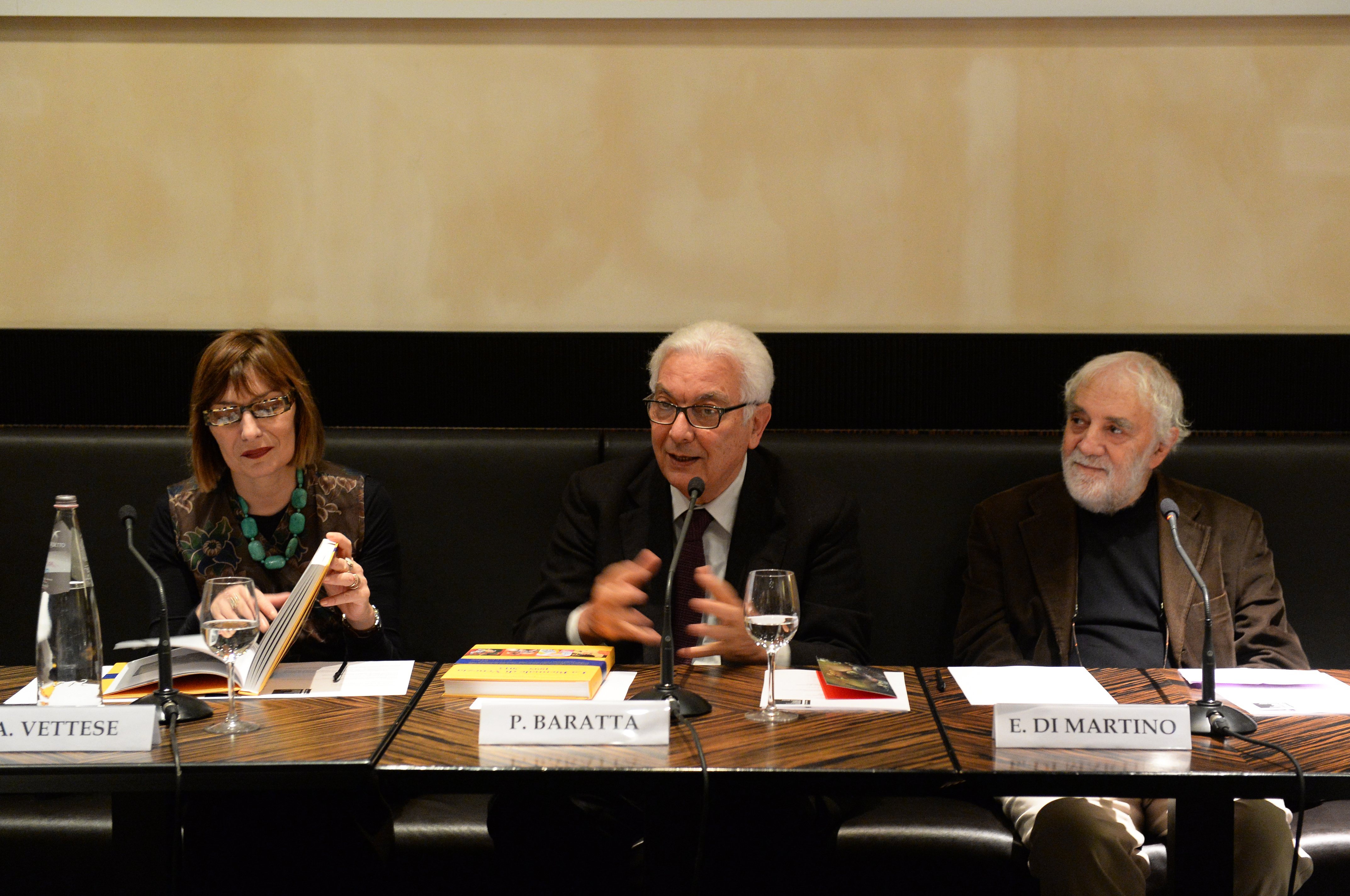
Enzo Di Martino con P.Baratta e A.Vettese alla presentazione del libro "La Biennale di Venezia"